# Hisako Koyama
Hisako Koyama (1916–1997) var en japansk solobservatör, vars detaljerade decennievis ordnade solfläckskisser hade stor betydelse i rekonstruktionen av en kontinuerlig solfläckregistrering från 1610. Koyama arbetade som anställd vid National Museum of Nature and Science i Tokyo i mer än 40 år och slutförde mer än 10 000 solskisser under sin livstid. 1986 fick hon mottaga Oriental Astronomical Association (OAA) Prize of Encouragement of Academic Research.

## Barndom och ungdom
Under sin uppväxttid utvecklade Koyama ett intresse för astronomi och gjorde rymdobservationer. Innan hon började sin karriär som observatör läste Koyama böcker om astronomi och gick på stjärnskådning med astronomiska diagram. Under andra världskriget kunde hon använda omfattande luftangrepp mot städer som en möjlighet att sätta upp en futon i sin trädgård och göra observationer av himlavalvet. Inspirerad av ett besök i Tonichi Planetarium i Yuraku‐cho i Tokyo, satte Koyama ihop ett eget teleskop.

## Utbildning och karriär
Koyama tog examen från en gymnasieskola i Tokyo på 1930-talet. "På detta sätt uppnådde hon vid den tiden en utbildningsnivå som många flickor bara kunde drömma om", stod det i en kommentar som publicerades i tidskriften Space Weather.
Efter att ha fått en astronomisk kikare på 36 mm X 60 av sin far började Koyama observera solfläckar. 1944 lämnade hon in sin första solfläckskiss till Issei Yamamoto, professor i astronomi vid Kyoto universitet, som då tjänstgjorde som OAA-sektionspresident. Guidad av Yamamoto började Koyama göra halvregelbundna solfläckskisser med en teknik som kallades ”försvagad direktvisning”. Denna metod innebar att projicera bilder på ett pappersark från ett monterat teleskop, varefter Koyama skulle skissa synliga solfunktioner och dokumentera annan anmärkningsvärd observationsinformation.
År 1946 började Koyama arbeta som professionell observatör vid National Museum of Nature and Science, Tokyo, som då kallades Tokyo Science Museum. Hon pensionerade sig officiellt från museet 1981, men fortsatte att bidra som stipendiat vid museet i ytterligare 10 år. Från 1947 till 1984 dokumenterade Koyama mer än 8000 solfläckgrupper, som hon publicerade i en monografi 1985. Hennes ursprungliga solfläckskisser har bevarats i National Museum of Nature and Science, Tokyo.

## Arv
År 2014 använde en internationell forskargrupp Koyamas solfläckar för att rekonstruera en nästan 400-årig historia av solfläckaktivitet från 1610-talet och början av 2000-talet. Projektet förlitade sig också på skisser ritade av Galileo Galilei, Pierre Gassendi, Johann Caspar Staudacher, Heinrich Schwabe och Rudolf Wolf. Eftersom Koyamas skisser skapades med samma 20 cm astronomiska kikare och samma observationsmetod kunde forskarna använda sina observationer som bas för att kalibrera delar av solfläcken.

## Utmärkelser
Asteroiden 3383 Koyama är uppkallad efter henne.

## Publikationer i urval
- Koyama, H. (1985). Observations of Sunspots 1947–1984. Tokyo: Kawade Shobo Shinsha Publishers.
- Koyama, H. (1981). 35 years with the 20 cm telescope [in Japanese]. Natural Science and Museums, 48(3), 111–116